# Robert Lange (Musikproduzent)
Robert John „Mutt“ Lange (* 16. November 1948 in Mufulira, Nordrhodesien) ist ein südafrikanischer Musikproduzent.

## Biographie

### Ausbildung und frühe Jahre
Die Mutter von Robert Lange stammte aus einer vermögenden deutschen Familie; sein Vater, ein Südafrikaner, arbeitete im Zentrum des Copperbelts als Bergbauingenieur. Lange wuchs mit zwei Brüdern auf, von denen er den Spitznamen Puppy (Welpe) bekam, der später zu Mutt (Köter) wurde. Er genoss eine komfortable koloniale Erziehung; es gab zwar Hauspersonal, aber kein fließendes Wasser. Kontakt mit internationaler Musik hatte er ausschließlich mittels Schallplatten, da es in den Bergbaustädten keinen Hörfunksender gab. Nachdem er eine Internatsschule in Südrhodesien besucht hatte, wechselte er auf die staatlich finanzierte Belfast High School. Trotz strenger Regeln an der Schule, die unter anderem das Tanzen verboten, wurde die Gründung einer Band unterstützt, in der Lange Rhythmusgitarre spielte und sang. Die Gruppe durfte Schulräume für Proben nutzen und auf Schulveranstaltungen auftreten. Ein Großteil des Repertoires bestand aus Coverversionen von Songs der Beatles, der Hollies und von Manfred Mann. Erste Erfahrungen im Bereich der Musikproduktion sammelte er Ende der 1960er Jahre als Toningenieur für Radiojingles. 1970 bis 1971 spielte er bei einer Gruppe namens Hocus, der ähnlich wenig Erfolg beschieden war wie seiner Schulband. Lange heiratete die ehemalige Hocus-Sängerin Stevie Vann (bürgerlich Stevie van Kerken) und zog mit ihr nach Großbritannien.

### 1970er und 1980er Jahre
Mitte der 1970er Jahre begann Lange, sich einen Namen als Produzent zu machen. Das erste Album, das er eigenverantwortlich produzierte, war Graham Parkers Heat treatment. Es folgten Aufträge von City Boy, The Motors und anderen Gruppen. Sein Durchbruch kam mit den Australiern AC/DC. Unter seiner Ägide entstand Highway to Hell, eines der erfolgreichsten Rockalben seiner Zeit. Außerdem produzierte er Ende der 1970er Jahre Shades in bed von den Records und 1980 Broken home von einer gleichnamigen Band. Nach dem Tod des AC/DC-Sängers Bon Scott übernahm Lange die Aufgabe, den neuen Frontmann der Gruppe, Brian Johnson, für Studioaufnahmen zu dessen ersten Album mit der Gruppe zu coachen. Back in Black, als eine Hommage an den erst wenige Monate zuvor gestorbenen Bon Scott konzipiert, wurde ein kommerzieller Erfolg, für den Lange maßgeblich mitverantwortlich zeichnete.
Ein Jahr später nominierte man ihn, aufgrund seiner Produzententätigkeit an dem Foreigner-Album 4, als Produzent des Jahres für den Grammy. Ebenfalls 1981 produzierte er die AC/DC-LP For Those About to Rock (We Salute You), das nicht wie gewöhnlich in einem Studio, sondern in einer Halle in Frankreich aufgenommen wurde. Dieses Album war die letzte Zusammenarbeit mit AC/DC. Die Band trennte sich von Lange mit der Begründung, sich von ihm zu stark in der Umsetzung ihrer Möglichkeiten eingeschränkt gesehen zu haben: „Viele Leute glaubten, Mutt Lange sei das, was AC/DC ausmacht, und das ging uns auf den Wecker. Mutt hatte davor noch nie mit einer richtigen Rock’n’Roll-Band gearbeitet. Er hat zwar ganz klare Vorstellungen von dem Sound, den er hinkriegen will, und er gibt klare Anweisungen, und dafür hat er auch Anerkennung verdient, aber wir hatten andere Vorstellungen als er und ließen uns von ihm nicht viel sagen. Wenn wir das gemacht hätten, was er wollte, hätte er uns noch viel mehr blank poliert. […] Mit manchen von diesen Leuten arbeitet man jahrelang zusammen, hört sich geduldig an, was sie einem zu sagen haben, und plötzlich merkt man, dass man eigentlich schon immer gewusst hat, worauf es eigentlich ankommt.“ Im selben Jahr begann er seine Zusammenarbeit mit Def Leppard, deren Alben High ’n’ Dry (1981), Pyromania (1983) und Hysteria (1987) er produzierte.
1987 endete die Zusammenarbeit mit Def Leppard, die meinten, Lange sei für den von ihnen angestrebten „neuen Sound“ der 1990er Jahre nicht geeignet. Dennoch steuerte dieser für das 1992 veröffentlichte Album Adrenalize zwei Titel bei und war als „Executive Producer“ tätig.

### Seit den 1990er Jahren
Bereits in den 1980er Jahren war Lange für Musiker außerhalb des Hard-Rock wie Billy Ocean, Michael Bolton und Bryan Adams tätig. Im Dezember 1993 platzierten sich in den Top Ten der amerikanischen Billboard-Charts drei Titel, an denen Mutt Lange beteiligt war: Bryan Adams’ Please Forgive Me, Michael Boltons Said I loved you … but I lied und All for Love, eine Kooperation von Bryan Adams, Rod Stewart und Sting für den Soundtrack des Films Die drei Musketiere.
Zu dieser Zeit gab die kanadische Countrysängerin Shania Twain ihr musikalisches Debüt; im Radio wurde ihr Song What made you say that gespielt. Mit Countrymusik hatte Lange bisher wenig Erfolg gehabt. Die Alben mit Clover, aus denen später Huey Lewis & the News wurde, und den Outlaws fanden wenig Beachtung. Zugleich bewiesen die Erfolge Garth Brooks’, dass es auch Nashville gelingen konnte, Millionenseller hervorzubringen. Dort bedeutete Langes Name fast nichts, obwohl er einer der Produzenten mit mehr als 100 Millionen verkauften Alben war und nur etablierte Größen es sich leisten konnten, ihn gegen Vorauszahlung in sechsstelliger Höhe und Tantiemenzahlungen von 5 % zu beschäftigen. Er entschied sich, es erneut mit Countrymusik zu versuchen. Shania Twains Single beeindruckte ihn, sodass er deren Managerin Mary Bailey anrief, die jedoch glaubte, bei dem Anrufer handele es sich um den Scherz eines Fans, nicht um einen professionellen Produzenten. Lang und Twain kamen in Kontakt; die beiden freundeten sich an und heirateten Ende 1993.
1995 erschien das teuerste Countryalbum, das je in Nashville produziert worden war: Für die CD The Woman in Me erhielt das Ehepaar 1996 den RPM Big Country Music Award als Songwriter des Jahres. Um auch Publikum außerhalb der USA zu erreichen, wurden die Countryeinflüsse auf dem folgenden Album reduziert.  Come On Over (1997) wurde 36 Millionen Mal verkauft und war für Shania Twain der internationale Durchbruch. Die anschließende Tournee war ein großer Erfolg. Danach zog sich das Paar zunächst in die Schweiz zurück, wo Twain 2001 ihr erstes Kind zur Welt brachte. Ein Jahr später erschien das Album Up!, das in drei verschiedenen Fassungen (Pop, Weltmusik, Country) auf den Markt gebracht wurde und sich über ein Jahr in den Charts halten konnte. Parallel zur Arbeit mit seiner Frau produzierte Lange In Blue von den Corrs, schrieb Songs für die Backstreet Boys, Céline Dion und andere.
Mitte Mai 2008 gab das Paar seine Trennung bekannt.
Von Oktober 2014 bis April 2015 produzierte Lange das Album "Drones" der britischen Rock-Band Muse.
2017 komponierte und schrieb Lange zusammen mit Tony Nilsson das Lied Gotta Thing About You für die schwedische Boyband FO&O. Das Lied nahm am Melodifestivalen 2017, dem schwedischen Vorentscheid zum Eurovision Song Contest 2017, teil und erreichte im Finale den elften Platz.

## Grammy Awards
- 1991 – (Everything I Do) I Do It for You – Best Song Written Specifically for a Motion Picture or for Television
- 1995 – The Woman in Me – Best Country Album
- 1999 – You’re Still the One – Best Country Song
- 1999 – Come On Over – Best Country Song